# Esarcus leprieuri
Esarcus leprieuri är en skalbaggsart som beskrevs av Reiche 1864. Esarcus leprieuri ingår i släktet Esarcus och familjen vedsvampbaggar. Inga underarter finns listade i Catalogue of Life.